# 다리가 나자르바예바
다리가 누르술타노브나 나자르바예바(카자흐어: Дариға Нұрсұлтанқызы Назарбаева 다리가 누르술탄키지 나자르바예바, 러시아어: Дарига Нурсултановна Назарбаева 1963년 5월 7일 ~ )는 카자흐스탄의 정치인이다.
1963년 5월 카라간다주 테미르타우에서 출생하였다. 카자흐스탄의 초대 대통령인 누르술탄 나자르바예프의 장녀이다. 2016년부터 상원 의원으로 역임하며 2019년 3월부로 7대 상원의장으로 겸임하였다. 2015년부터 2016년까지 제1부총리를 역임한 바 있다. 나자르바예바는 오페라 가수로 활동하였다. 2020년 5월 4일 카심조마르트 토카예프 대통령이 나자르바예바 상원의장직을 전격 해임시켰다. 이와 더불어 겸임하였던 의원직도 박탈당했다. 2022년 카자흐스탄 시위의 후폭풍으로 인해 2022년 2월 25일에 하원의원직을 사퇴하겠다고 발표했으며, 같은 해인 3월 13일에 중앙선거관리위원회의 결정으로 다리가의 하원의원직 조기 종료 결정이 승인되었고 하원의회에서 사퇴서가 수리되어 마침내 하원의원직을 완전히 그만두게 되었다. 2022년 카자흐스탄 대통령 선거의 유력한 후보로 거론되었으나 이번 대선에서 출마하지 않는다.
| 전임 카심조마르트 토카예프 | 제7대 카자흐스탄의 상원의장 2019년 3월 20일 ~ 2020년 5월 4일 | 후임 마울렌 아심바예프 |